# 20.000 leghe sub mări (film din 1997 produs de Village Roadshow)
20,000 Leagues Under the Sea (1997) este un film SF regizat de Rod Hardy cu Michael Caine, Patrick Dempsey, Mia Sara și Bryan Brown în rolurile principale. Coloana sonoră originală este compusă de Mark Snow. Filmul se bazează pe romanul lui Jules Verne - Douăzeci de mii de leghe sub mări.

## Actori
- Michael Caine este Căpitanul Nemo
- Patrick Dempsey este Pierre Arronax
- Mia Sara este Mara
- Bryan Brown este Ned Land
- Adewale Akinnuoye-Agbaje este Cabe Attucks
- John Bach este Thierry Arronax
- Nicholas Hammond este Saxon
- Peter McCauley este Amiral McCutcheon